# Jordaenshuis

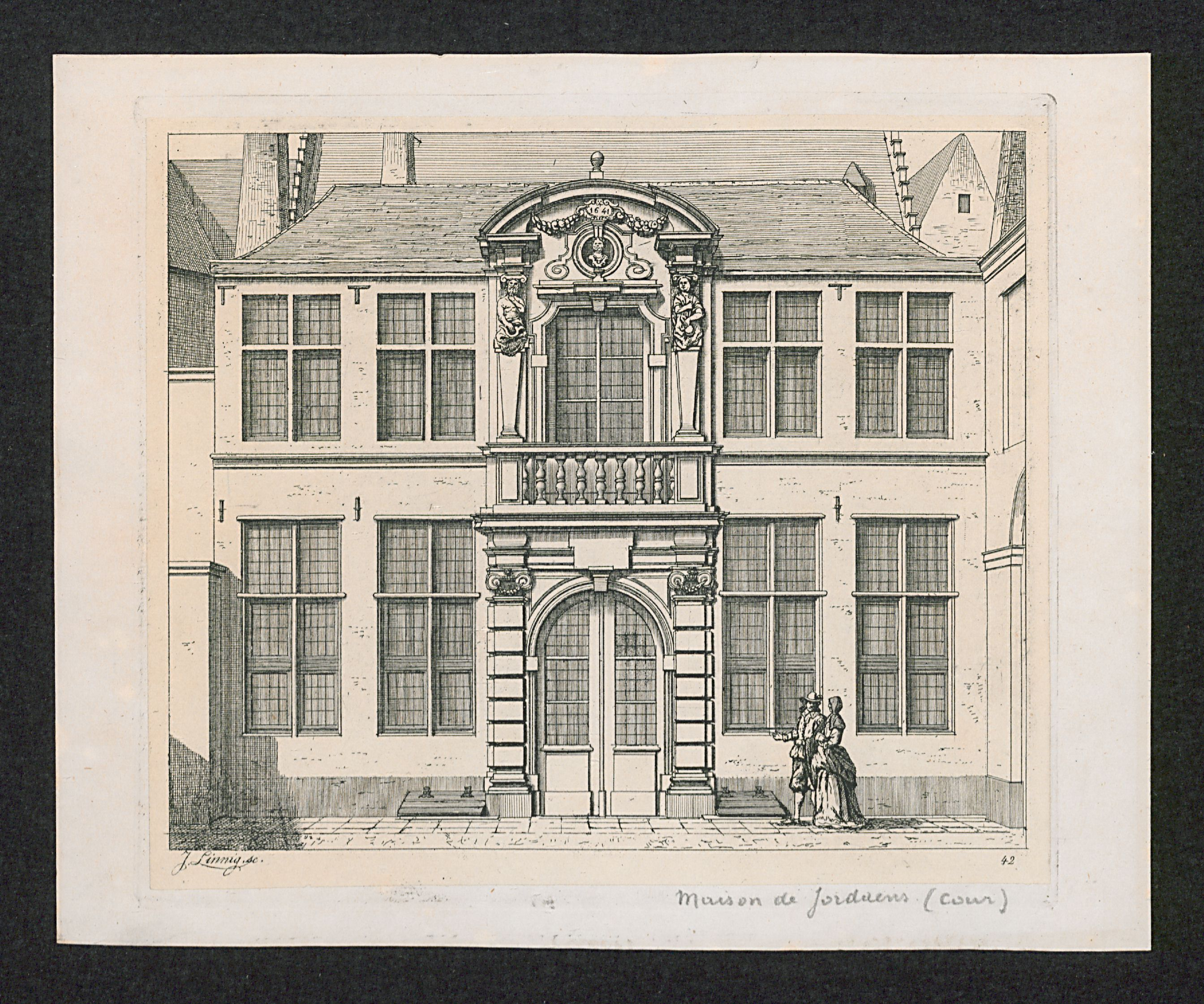
Jordaenshuis ca.1834-1868

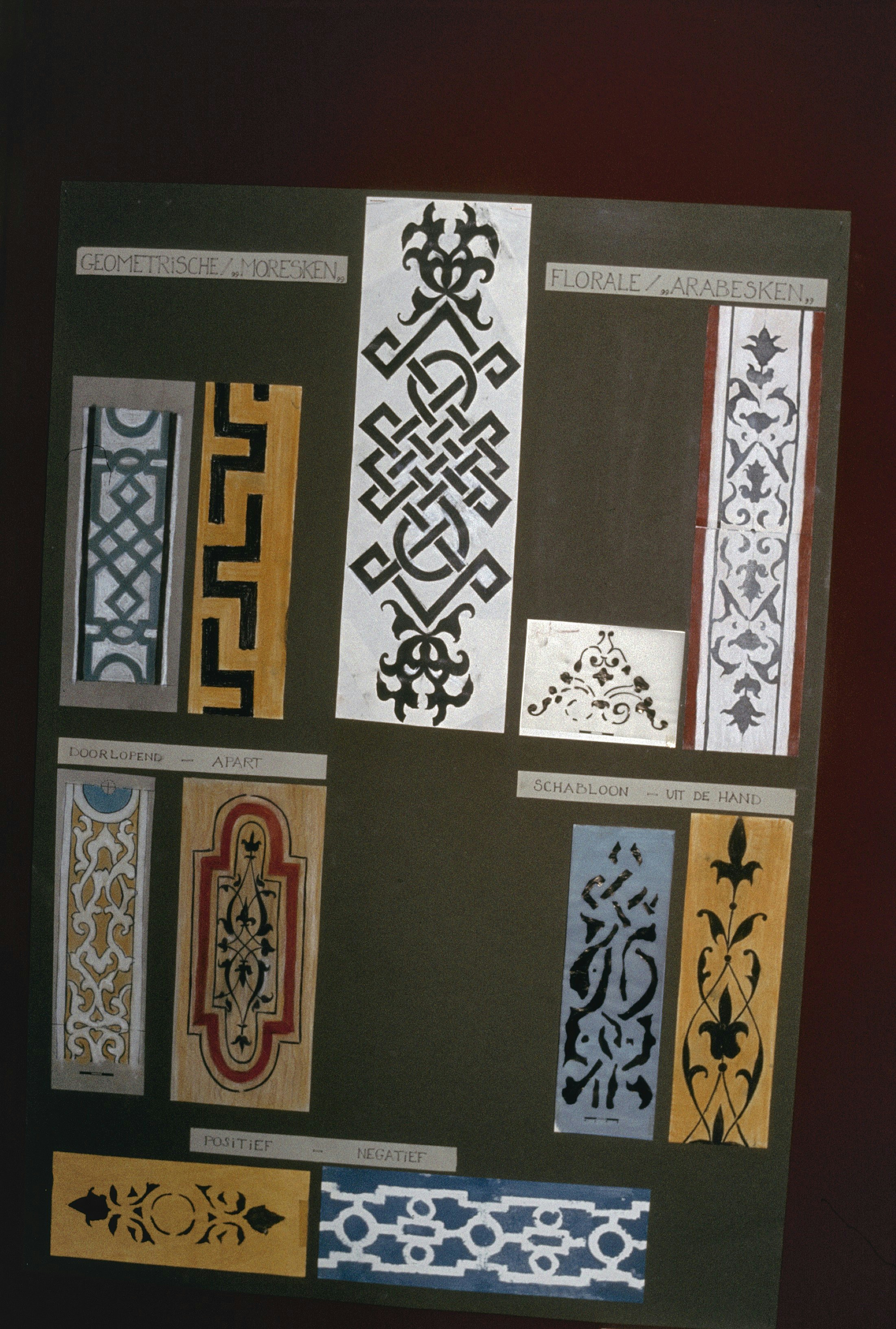
Tentoonstelling van het interieur met beplakte moer- en kinderbalken.

Het Jordaenshuis is een historisch pand waar de barok kunstschilder Jacques Jordaens woonde en werkte, gelegen in Antwerpen in de Reyndersstraat. Het pand bestaat uit een hoofdgebouw, een binnenplein en een linker- en rechtervleugel. Sinds 1980 is het Jordaenshuis beschermd als monument. Het mag niet worden verward met het geboortehuis van Jacques Jordaens in de Hoogstraat 13.

## Geschiedenis
Jacob Jordaens kocht in 1638 de 'Halle van Lier' of 'Turnhoutse Halle' en bouwde naar eigen ontwerp de barokke west- en oostvleugels van de binnenplaats. Hij had er zijn schildersatelier.
Na de dood van Jordaens kwam het pand in het bezit van Johan Wierts, die een belangrijke opdrachtgever voor Jordaens geweest was. Het pand werd nadien meermaals geërfd en verkocht.
In 1823 werd het Jordaenshuis gekocht door de koopman Joannes Van der Linden die het huis in 1834 in neoclassicistische stijl zal verbouwen. In 1838 werd opdracht gegeven tot verdere heropbouw van het pand met de huidige koetspoort en doorgang. Tot op heden is het Jordaenshuis nog steeds eigendom van de Brusselse koopmansfamilie van Charles-Emile Vanderlinden.
Van 1975 tot 1997 werd het Jordaenshuis verhuurd aan de Stad Antwerpen die de dienst toerisme in het gebouw vestigde. Het was ook tijdelijk de plaats voor kunsttentoonstellingen van het werk van Jacob Jordaens.
Het gebouw werd vervolgens verhuurd aan de Franse multinationalketen Gifi en in 2017 aan Point Urbain. Onder Point Urbain kreeg het Jordaenshuis de naam JJ house en werd het een eventlocatie. Een ander deel van JJ House diende als co-working- en tentoonstellingsruimte. Sihame El Kaouakibi liet er onder meer een dampkap van 17.000 euro en een keuken plaatsen die daar volgens El Kaouakibi enkel tijdelijk zouden geplaatst geweest zijn. In 2021 vroeg Point Urbain het faillissement aan ten gevolge van grote verliezen door de coronacrisis, ook kwam bezwarend materiaal over misbruik van subsidies aan bod. De stad Antwerpen is schuldeiser in de zaak-El Kaouakibi.
In 2022 werd het Jordaenshuis verhuurd als eventlocatie Jacques.

## Plafondschilderingen
De plafondschilderingen met de Twaalf Tekens van de Dierenriem, die Jacob Jordaens schilderde voor het ‘groot salet’, waren sinds de verkoop in 1764, niet meer aanwezig. Zij werden door een Parijs antiquair verkocht, en in 1803 geïntegreerd in het plafond van de senaatsbibliotheek in het Palais du Luxembourg. De acht nog overblijvende plafondschilderingen van het Jordaenshuis met als mythische thema's de Olympus, Apollo en Psyche, kwamen in 1877 in het nabijgelegen hotel Van der Linden terecht. Zij werden in 1652 geschilderd.